# B号車 (ヤマト運輸)
B号車（ビーごうしゃ）は、ヤマト運輸と沖縄ヤマト運輸が所有する、主に大型車を示す。通称は「運行車」、「自車」である。
ヤマトホームコンビニエンスは、2025年1月付でアートグループの完全子会社となった為ヤマトグループでの扱いはヤマト運輸と沖縄ヤマト運輸のみとなる。

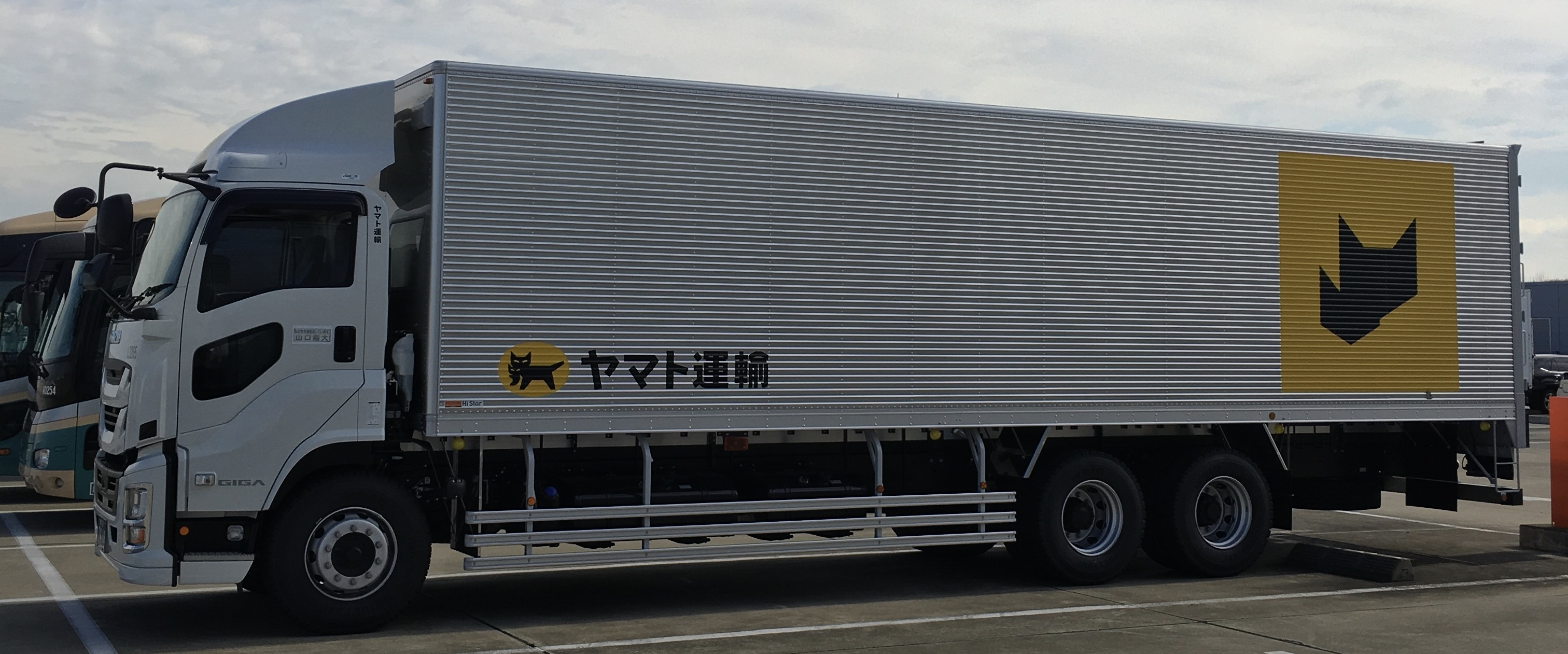
いすゞ ギガ

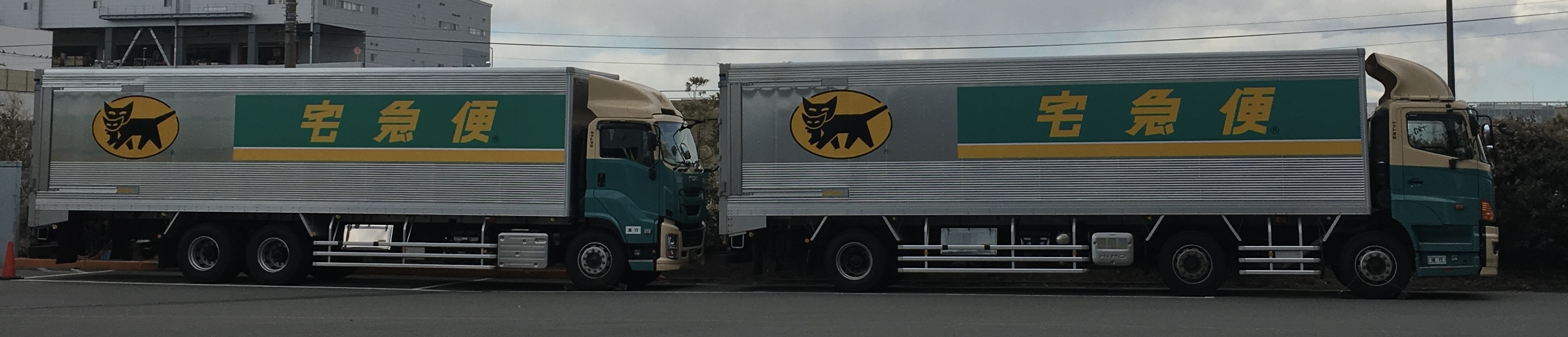
後ろ二軸と前二軸の比較画像

## 概要・運用
運用状況は基本的にヤマト運輸のベースが運用をし、宅急便センターとベース間の横持ち作業、大口顧客の集配作業、ベースからベース間の幹線集約輸送に使われている。北海道やその他の一部地域では、宅急便センターに大型車両(5tや7t)が所属して直接大口顧客の集配を行っている営業所もある。高速道路も走る必要があるため、ETCも装備済みである。ヤマト運輸の社内規則に基づき高速道路では制限速度走行している。
グループ全体を通して、日野自動車、いすゞ自動車、三菱ふそう、UDトラックスの国内4メーカー全てを導入しており、一部ではボルボの導入事例もある。車両の運用周期は約15年程度(ベースにより異なる）で代替えを行っている。現在は5t車～10t車までB○○○○の4桁の数字で通し番号であるが車番がリセットされる前は5tや7t、引越車やコンテナ支店所属の大型車両はB5000番台があてがわれていた。引越車両の7tや10t、形式の違う運行車等はB9000番台があてがわれる事が多かった。一部車両にはB6000番台が存在する。現在は旧車番と新車番B0001～が混在しているが、旧車番はB5000番代とB9000番代にB3000番代の為車番の重複はない。(令和7年現在B1300番代まで来ているが、B3000番代やB0001番代の若い番号が順次代替えと廃車になっている事から、車番重複にはならない。)
2021年4月にグループ会社7社の統合やヤマトホームコンビニエンスがアートグループ所属(令和7年1月1日にYHCはアートグループ完全子会社になった為、車番重複は事実上関係なくなる。)になる際に一部ヤマトホームコンビニエンス営業所がヤマト運輸への統合の際に車番が重複する為、旧車番と旧社名を新車番とヤマト運輸と書かれたそれぞれのシールで上貼りされた。(B号車に限らず該当車両は全て同じ処置を施した)

送迎バスは自家用運用の為、大型車ではあるがB号車ではなくA号車に分類されている。
フルトレーラーの牽引車になる単車の大型車は、社内では牽引車扱い(単車の場合は牽引免許不要)の為車番はH号車に分類されている。

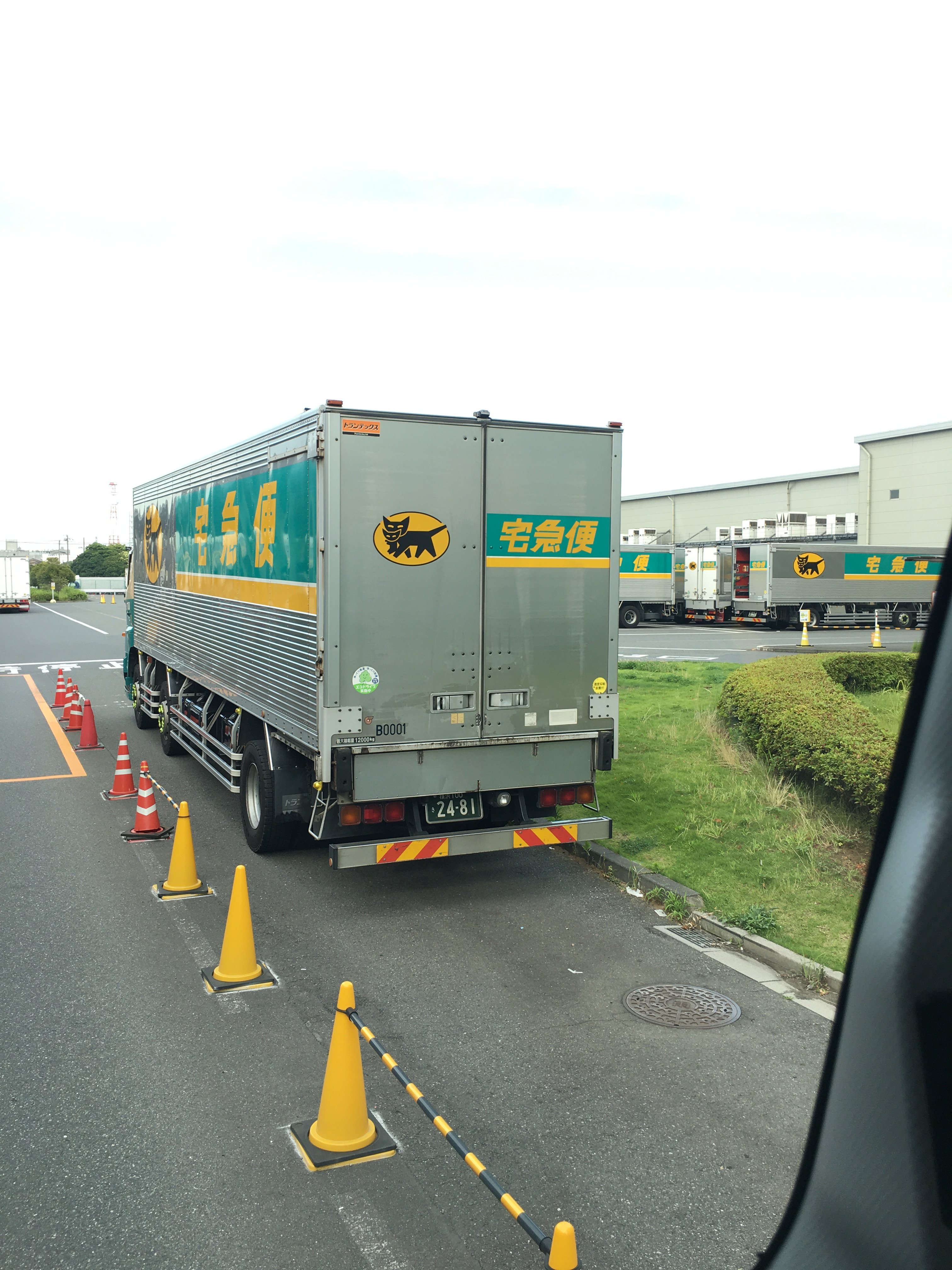
日野自動車 プロフィア 旧カラーリング Ｂ0001

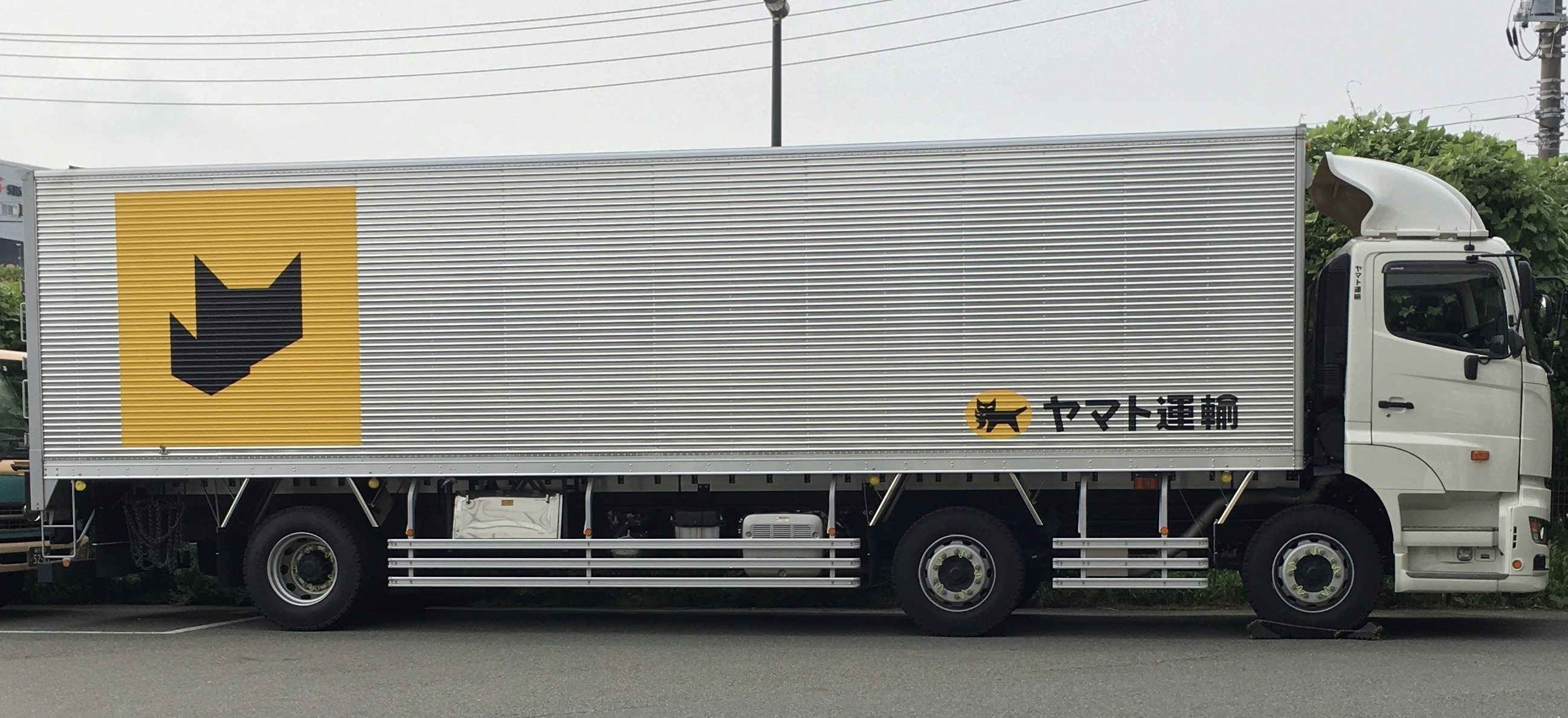
日野自動車 プロフィア 新カラー塗装 前二軸車

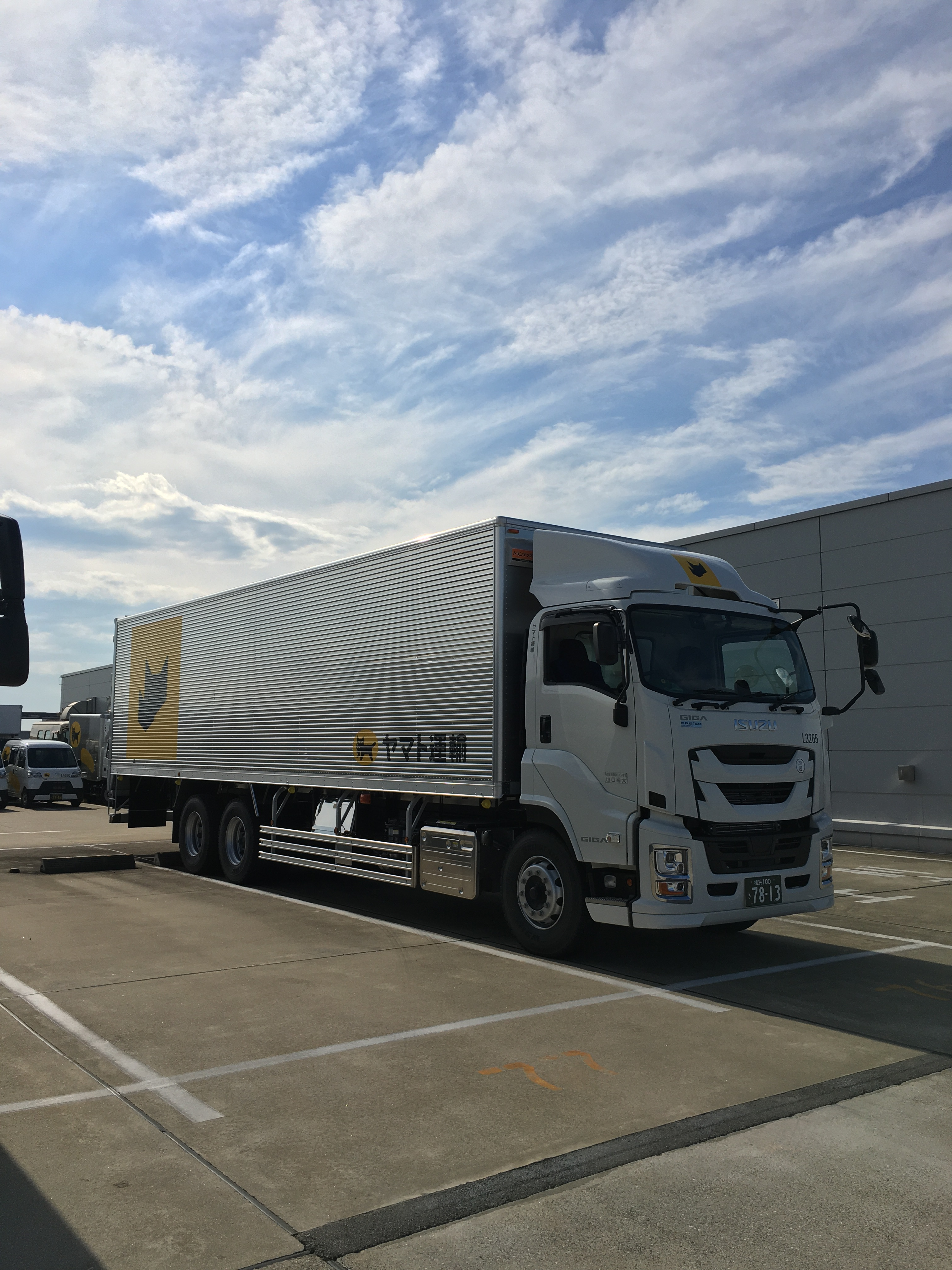
いすゞ ギガ 新カラーリング 後二軸

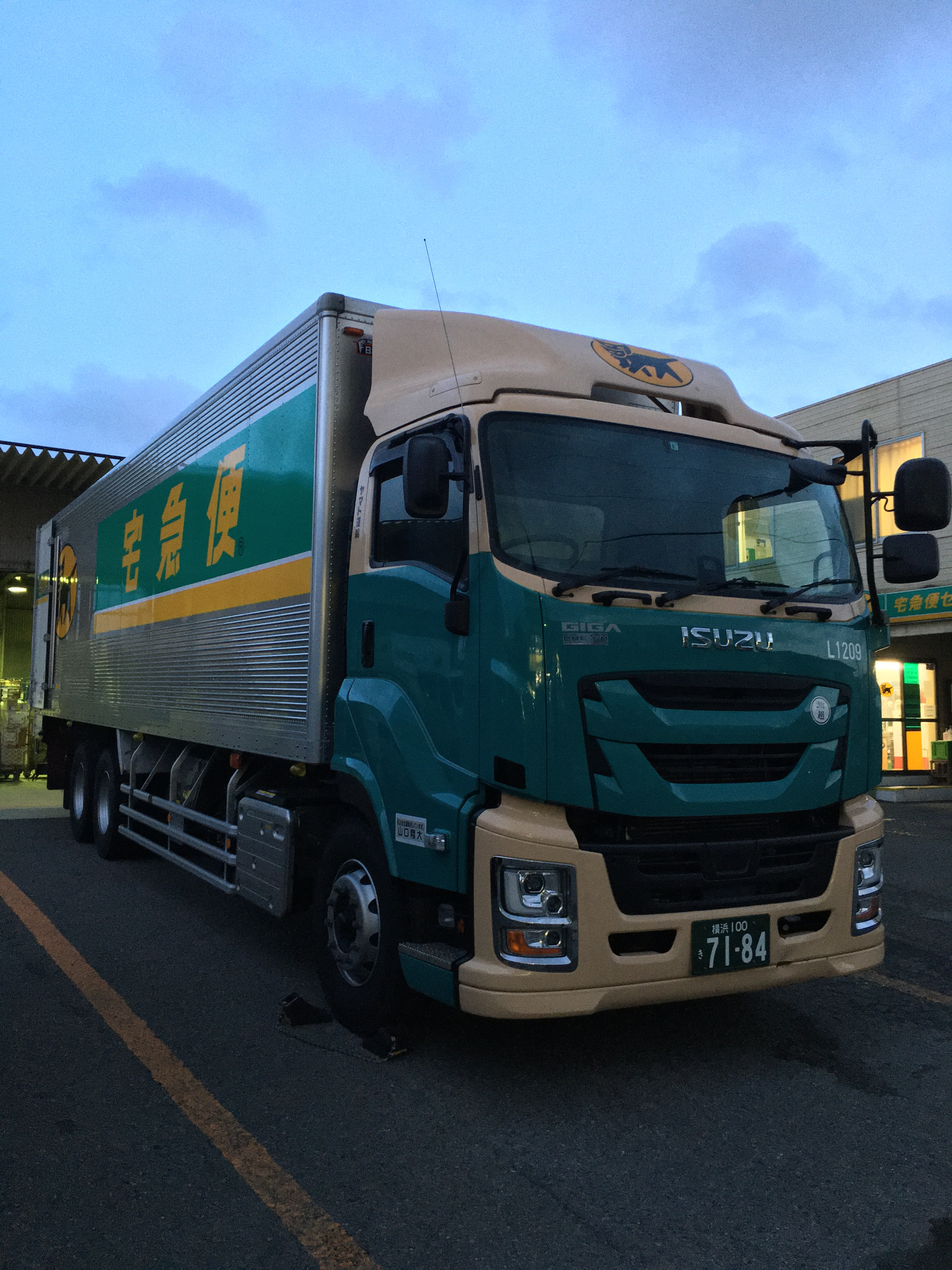
いすゞ ギガ 旧カラーリング 後輪2軸

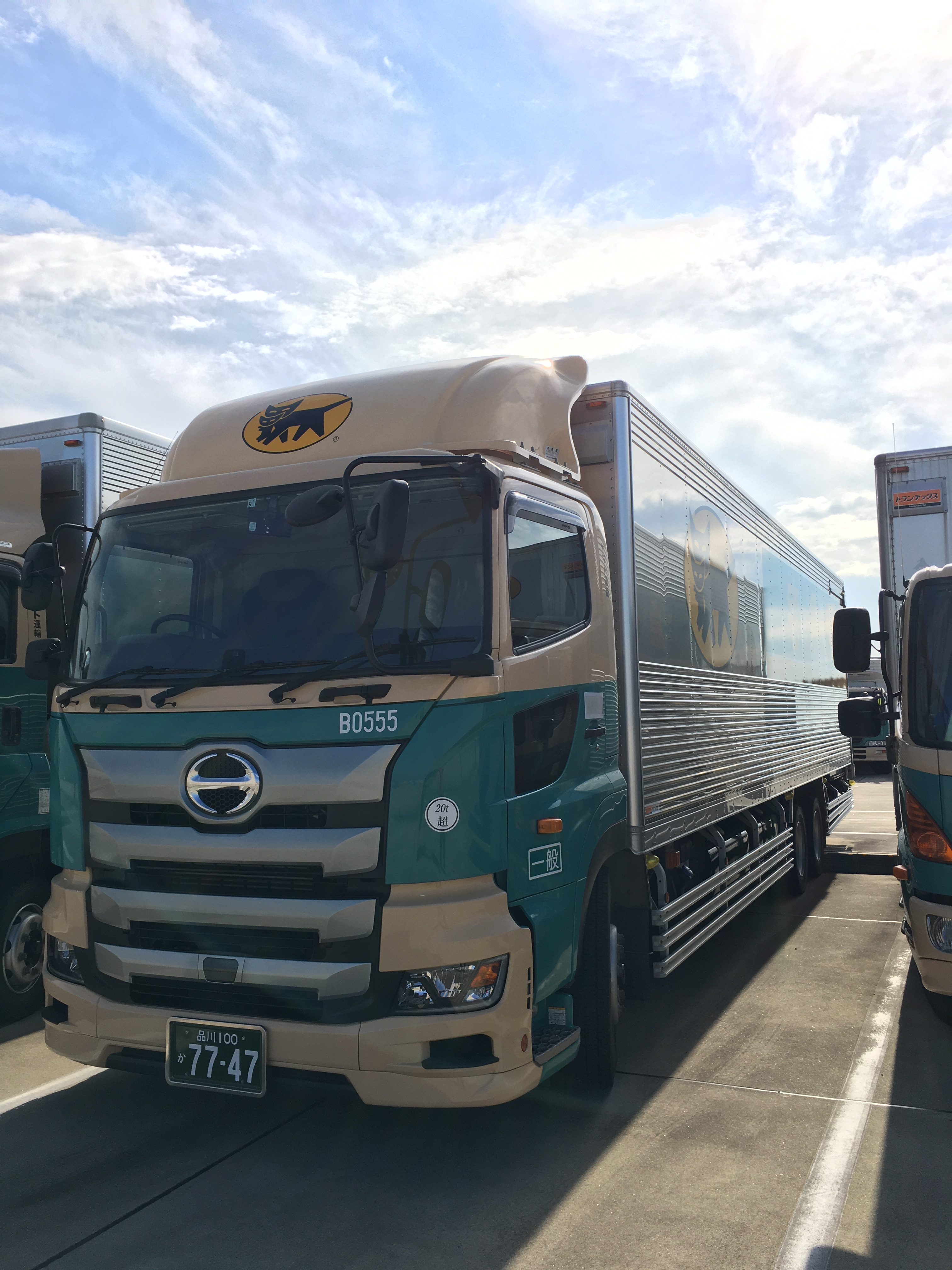
扁平タイプの運行車 主に高さが低い地下搬入口がある荷主の集配に使用

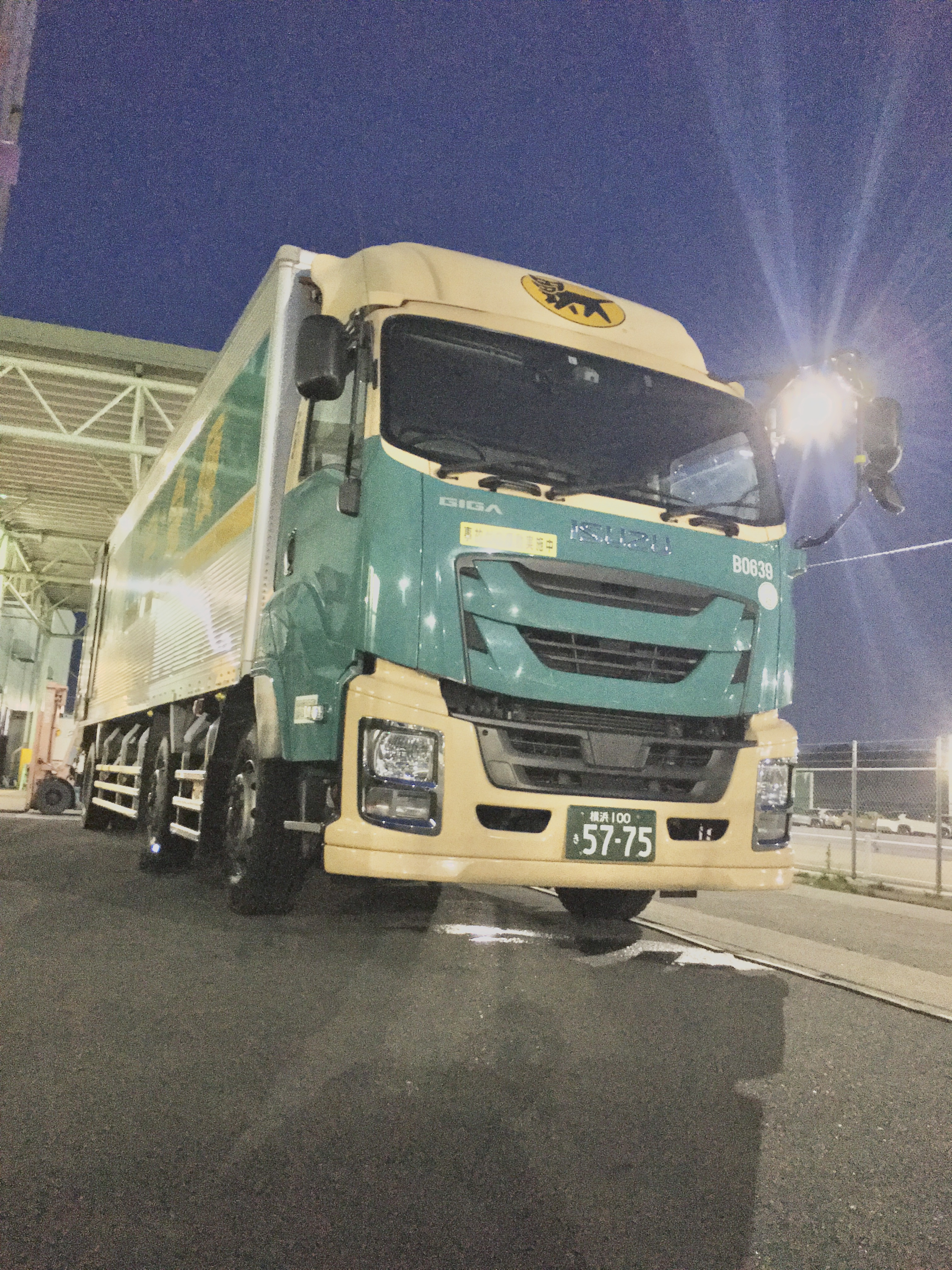
いすゞ ギガ 旧カラーリング 前二軸

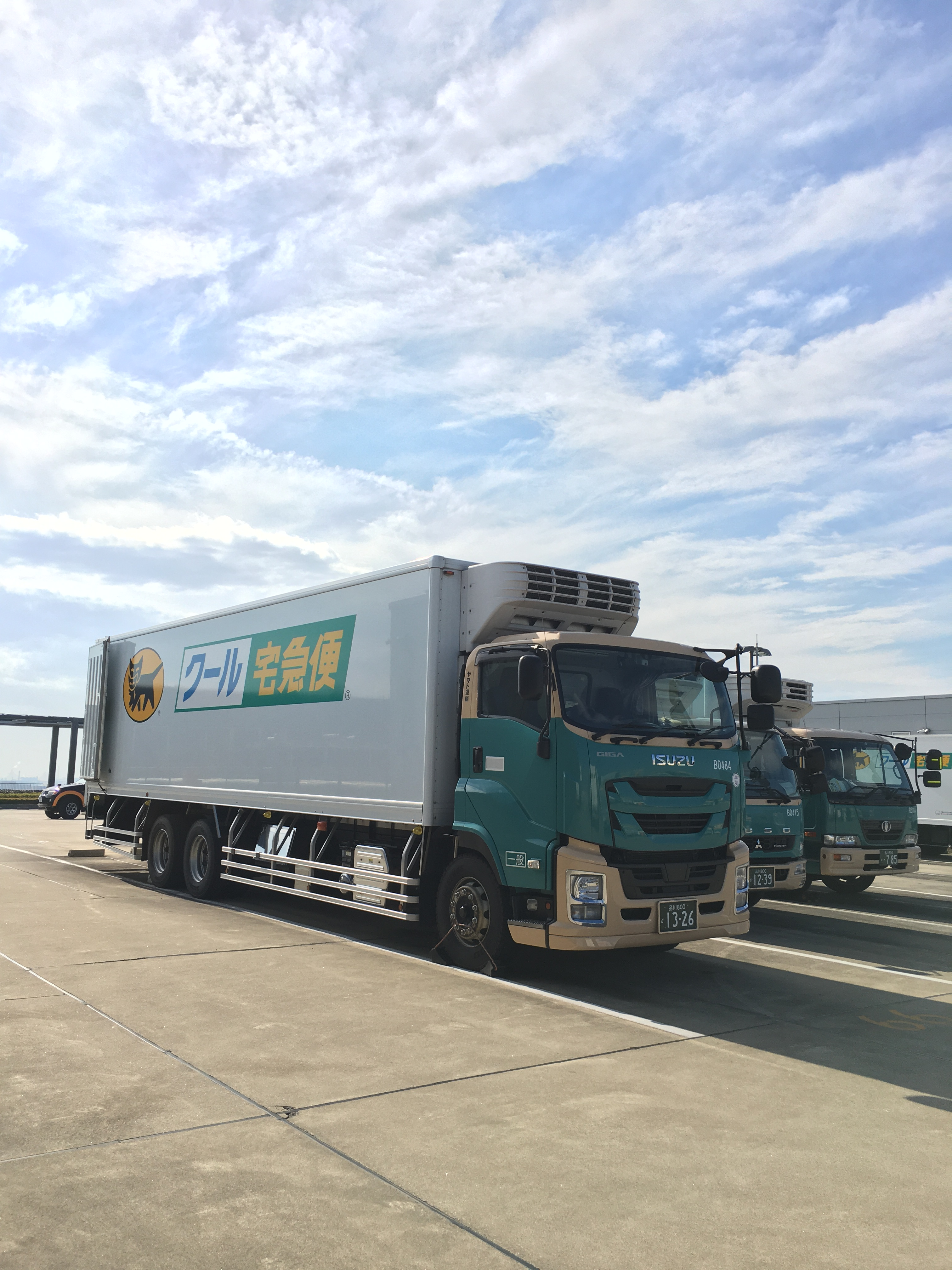
いすゞ ギガ クール車両

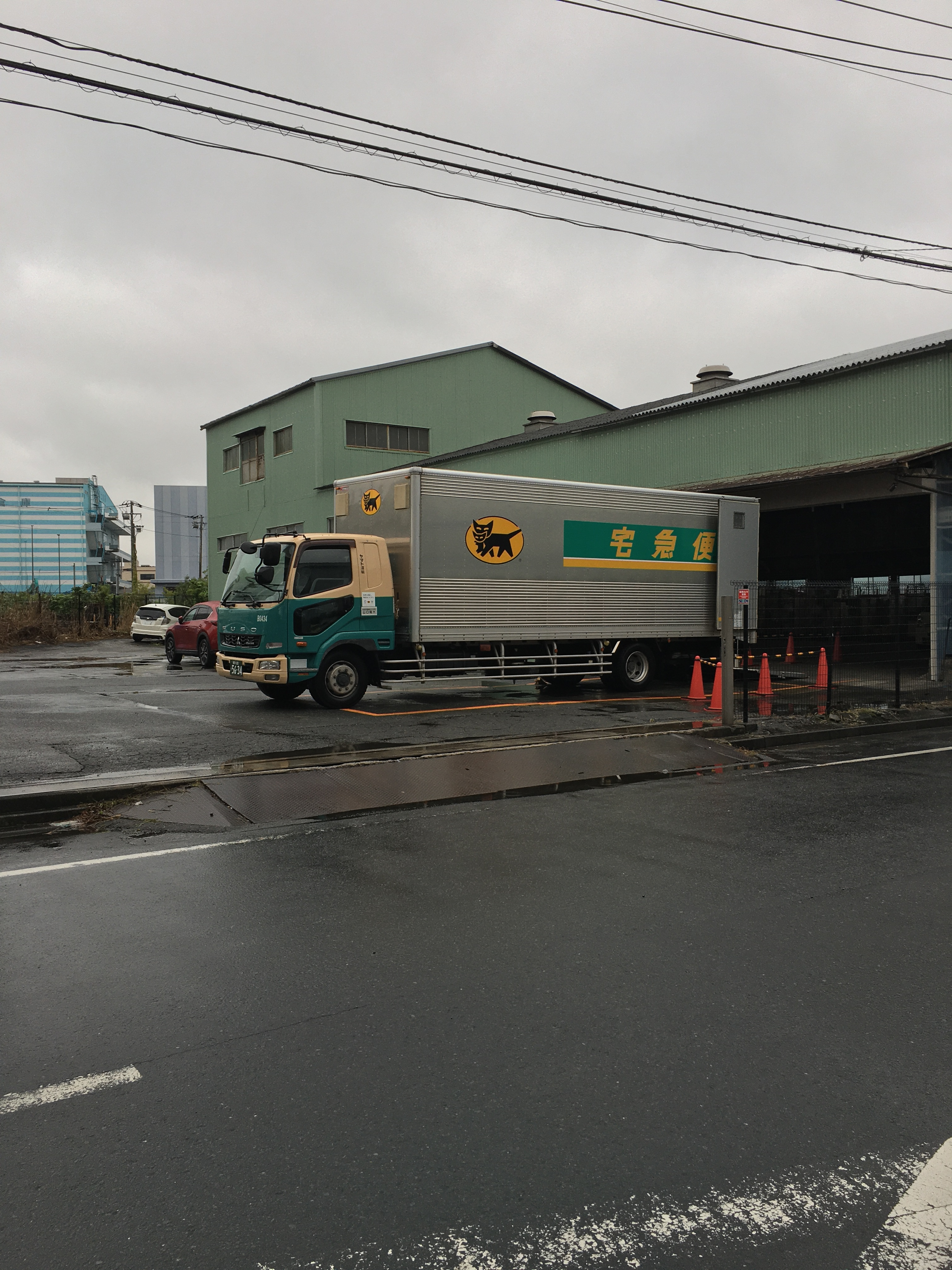
三菱ふそう ファイター 増トン7t車

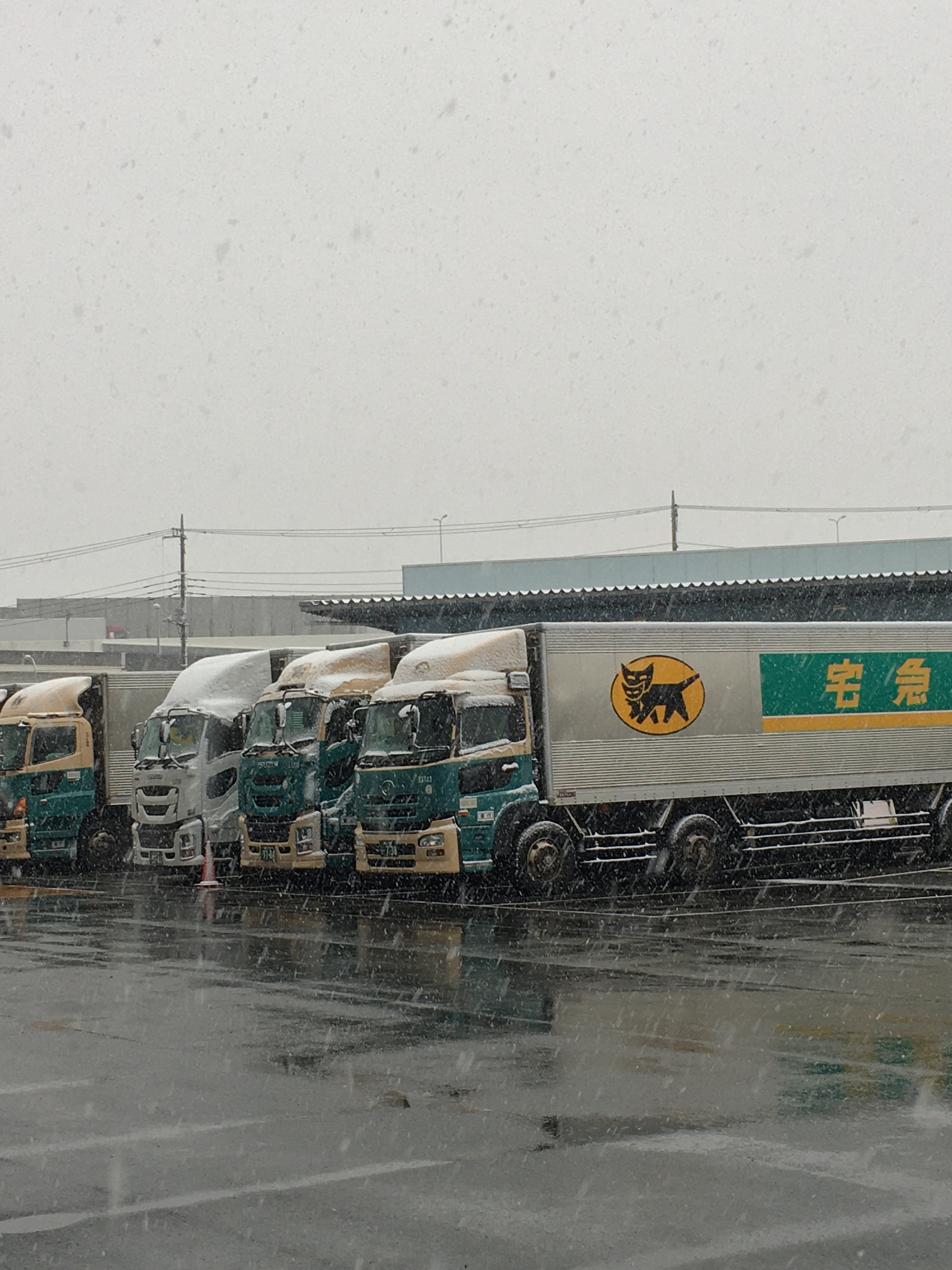
吹雪の運行車

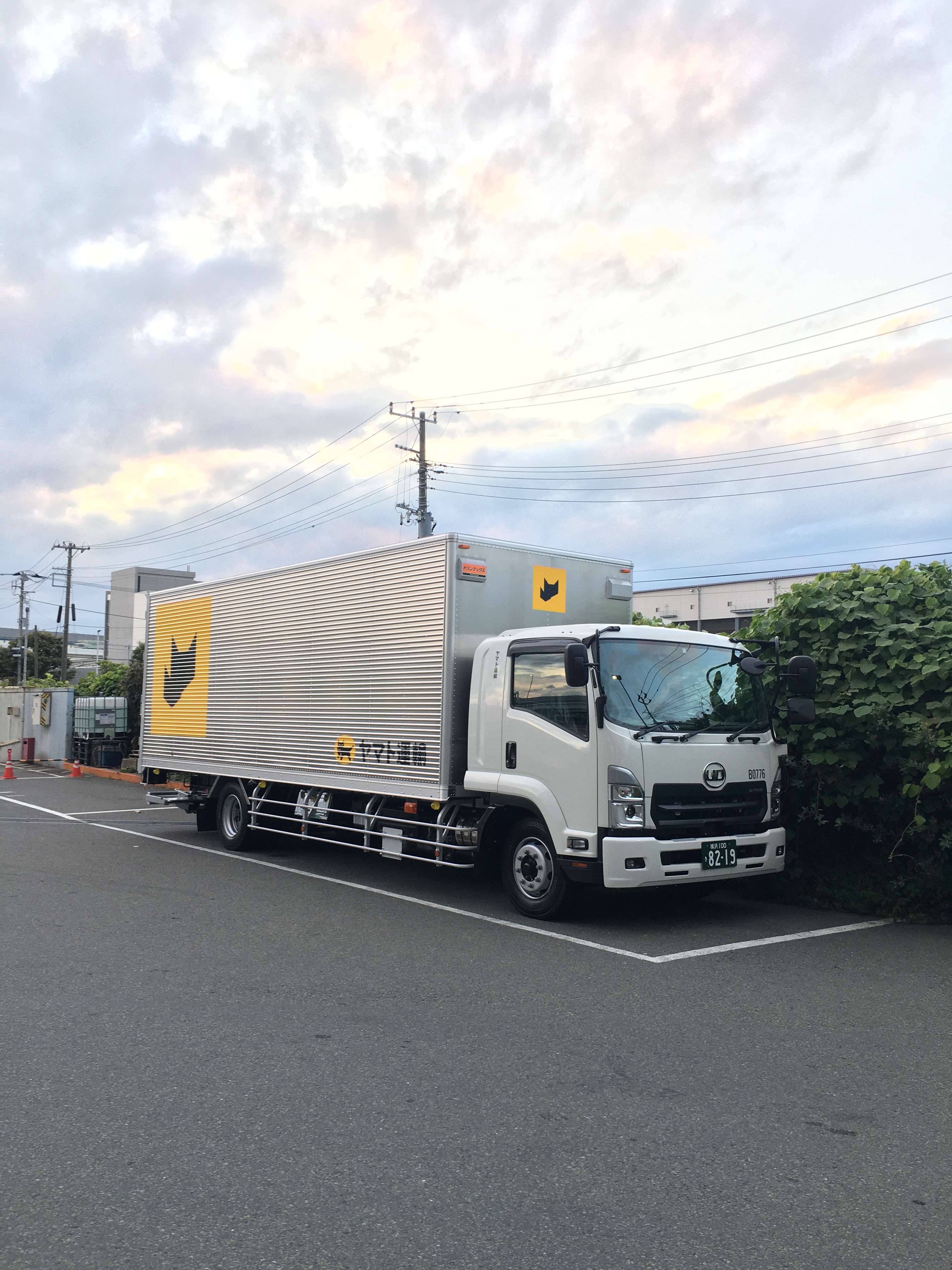
UDトラックス コンドル 増トン7t車 新カラー塗装

## 車体
メーカーは日野自動車、三菱ふそう、いすゞ自動車、UDトラックスと国内4メーカー全てを導入している。年度により各メーカー導入にバラツキがあり、近年は日野自動車の不正燃費事件や三菱ふそうファイターのAT設定が無い等の事情でいすゞとUDトラックスの導入が増えている。車両の仕様は後ろにベッドがあるフルキャブ車両とベッドがないショートキャブタイプがあり、ショートキャブタイプは従来よりもロールパレットが2本多い18本積載することができる。数年前迄は、基本的に前2軸後1軸かつ前2軸の間隔が広い増トン車両が中心であった(北陸、東北、北海道の雪国地域は前1軸後2軸が主流)が、2020年頃から低床4軸や前1軸後2軸が主流となってきている。理由としては前2軸が一部メーカーで生産終了をしている事や、L号車としてリース車導入が増えている為である。それ以外に旧塗装の緑カラーリング車で「クール宅急便」と描かれた車両があり、こちらは冷蔵・冷凍装置を備えている。
ボディメーカーは、日本フルハーフ、トランテックス、パブコ、東プレ、北村製作所、トヨタ車体、日本トレクス等の導入実績がある。
拠点によっては、箱車以外にもウィング車や荷台の横扉付き車両、総輪エアサス、集配での地下搬入口進入の為の地上高の低い荷台を積んでいる車両等がある。
コンテナ支店所属の大型車は総輪エアサスの低床4軸車で導入されている。